# 家族 (电影)
《家族》是一部1970年上映的日本电影，由山田洋次执导，倍赏千惠子、井川比佐志及笠智众主演。该电影在1971年得到第25届每日电影奖的最佳电影奖项。

## 主要演员
- 风见精一（长男）：井川比佐志
- 风见民子（长男的儿媳）：倍赏千惠子
- 风见刚（长男的孩子）：木下刚志
- 风见早苗（长男的孩子）：濑尾千亚纪
- 风见源藏（祖父）：笠智众
- 风见力（次男）：前田吟
- 风见澄江（次男的儿媳）：富山真沙子
- 风见学（次男的孩子）：竹田一博
- 风见隆：池田秀一
- 泽亮太：冢本信夫
- 泽みさお：松田友绘
- チンケ：花泽德卫
- 东京旅馆老板：森川信
- ハナ肇とクレージーキャッツ
- 休闲旅客（青函接驳船→函馆站）：渥美清
- 休闲旅客：春川真澄
- 长崎本线列车乘客：太宰久雄
- 丹野先生：梅野泰靖
- 东京的过路人：三崎千惠子

## 奖项
第25届每日电影奖
- 得奖：最佳电影奖